# Крощина
Крощина — річка  в Україні, у Гайсинському районі Вінницької області. Права притока Берладинки  (басейн Південного  Бугу).

## Опис
Довжина річки 19 км. Формується з притоки та багатьох безіменних струмків.  Площа басейну 105 км².

## Розташування
Бере  початок у Соколівці. Тече переважно на південний схід через Левків, Верхівське  і біля Малої Стратіївки впадає у річку Бердладинку, ліву притоку Дохни.